# رونيز
رونيز (بالفارسية: رونیز) هي منطقة سكنية تقع في إيران في منطقة رونيز. يقدر عدد سكانها بـ 5,991 نسمة .